# Хайпаев, Ильяс Арбиевич
Ильяс Арбиевич Хайпаев (род. 19 февраля 1993) — российский самбист, бронзовый призёр чемпионата России 2014 года по боевому самбо, кандидат в мастера спорта России. Чемпион Европы и мира по универсальному бою среди юношей. Боец смешанных единоборств. По самбо выступал во второй полусредней весовой категории (до 74 кг). В смешанных единоборствах провёл два боя и оба проиграл единогласным решением судей.

## Спортивные результаты

### Боевое самбо
- Чемпионат России по боевому самбо 2014 года — ;

### Смешанные боевые искусства
| Результат | Рекорд | Соперник           | Способ               | Турнир                                 | Дата                 | Раунд | Время | Место           | Примечание |
| --------- | ------ | ------------------ | -------------------- | -------------------------------------- | -------------------- | ----- | ----- | --------------- | ---------- |
| Поражение | 0-2    | Роман Огульчанский | Единогласное решение | ACB 25 — Young Eagles 3                | 7 ноября 2015 года   | 3     | 5:00  | Россия, Грозный |            |
| Поражение | 0-1    | Александр Чернов   | Единогласное решение | Voronezh MMA Federation — Fight Riot 2 | 12 октября 2013 года | 3     | 5:00  | Россия, Воронеж |            |